# ローランド・カーク
ラサーン・ローランド・カーク（英: Rahsaan Roland Kirk、1935年8月7日 – 1977年12月5日）は、アメリカ合衆国出身の黒人ジャズ・ミュージシャンである。盲目のハンデを克服し、サクソフォーンやフルート、トランペット、オーボエ、ピッコロ、イングリッシュホルン、リリコンなど、多種多様な管楽器を演奏した。ライヴの合間のトークでは、コミカルなおふざけや政治的な暴言、政治的皮肉を披露。演奏では、数本のサクソフォーンを首にぶら下げ、大柄な体躯に黒眼鏡をかけたいかつい風貌や、鼻でフルートを鳴らしながらスキャットを奏で、時に自ら歌い、手回しサイレンやホイッスルなども手に取って鳴らすといった即興演奏も披露した。形式にとらわれない奔放な演奏スタイルや、親しみやすく、かつブラックミュージックの伝統に根ざした表現豊かな演奏によって、死後も再度注目された。

## 生涯
カークは、オハイオ州コロンバスに生まれた。失明の原因は医療過誤の結果であり、幼児期(2歳時）に失明している。本名はロナルド・セオドア・カーク（Ronald Theodore Kirk）。教育はオハイオ州立盲学校で受けている。ローランド（Roland）という芸名は、ロナルド（Ronald）のアナグラムから作り出し、さらにラサーン（Rahsaan）は、1970年に、夢でその名を聞いて付け加えた。
主にリーダーとして自らのバンドを統率して、サイドマンとして演奏することは滅多になかった。ただし、ベース奏者のチャールズ・ミンガスのグループに数か月のみ在籍していたことがあり、1961年11月6日にはミンガスのレコーディング・セッションでサイドマンを務め、その時の録音は『オー・ヤー』、『トゥナイト・アット・ヌーン』といったアルバムに収録された。その後は、編曲家のクインシー・ジョーンズやドラマーのロイ・ヘインズと共演して録音を行なった。録音に遺されたカークの演奏で最も名高いものは、映画『オースティン・パワーズ』の主題歌にも使用された、クインシー・ジョーンズの1964年のヒット曲「ソウル・ボサ・ノヴァ」である (Jones 1964; McLeod et al. 1997)。
コメディアンのジェイ・レノによると、レノが前座をつとめた際に、カークは次のようにレノを紹介したという。「黒人の経験を知り、白人の悪魔についても知っている若者をご紹介いたします。ジェイ・レノを歓迎してください」。カークは、主にソウル・ジャズかハード・バップに根付いた演奏を行なったが、ジャズの歴史についての造詣を活かして、ラグタイムからスウィングやフリージャズに至るまで、古今のあらゆる音楽のさまざまな要素を取り入れた。カークのレパートリーは、デューク・エリントンやジョン・コルトレーンといったジャズの巨匠だけでなく、スモーキー・ロビンソンやバート・バカラックのようなポップスの作曲家も含まれ、またクラシック音楽の影響もあった。ライヴ・アルバム『ブライト・モーメンツ（Bright Moments）』（1973年）等に、カークのショーの一例を聴くことが出来る。主な楽器はテナー・サクソフォーンであったが、その他のサクソフォーンや、フルートも多用した。時にカークは、一度に複数の管楽器を演奏して、独りでハーモニーを付けたり、循環呼吸を用いて長い保続音を奏でたり、あるいは鼻でフルートを吹きもした。2･3本のサクソフォーンを同時に演奏している時でさえ、ブルースを強烈に感じさせる、複雑で力強いジャズを繰り広げた。
カークは時に政治的な発言をし、コンサートの曲間には、アフリカ系アメリカ人の歴史や公民権運動など、時局の話題がしばしば取り上げられた。その演説は、諷刺や不条理なユーモアに彩られていた。
1975年に最初の大きな脳卒中に見舞われ、右片麻痺に陥るが、左手だけで演奏できるように楽器を改良して演奏や録音を続けた。ロンドンのロニー・スコッツ・ジャズ・クラブにおけるライブでは、2本の楽器を演奏するのがやっとであったが、国際的なツアーを続け、テレビ番組への出演も果たしている。
1977年にインディアナ大学学生生協のフランジパニ・ルームで演奏を終えた後、二度目の発作を起こしインディアナ州ブルーミントンで亡くなった。享年42歳。
カークは循環呼吸の技能を用いて、LP『プリペア・ザイセルフ・トゥ・ディール・ウィズ・ア・ミラクル』の収録曲の「サクソフォン・コンチェルト」を、21分間にわたって息継ぎなしで連続して演奏している。アトランティック・レコードのプロデューサーだったジョエル・ドーンは、カークの特技に対してギネスブックは記録を認定すべきだと考えていた（カークは同盤の録音よりもはるかに長く、ブレスなしで演奏し続けることができた）が、それは実現しなかった。カークは数多くの楽器を演奏しただけでなく、さまざまなサクソフォーンやクラリネット、フルートの蒐集家でもあった。カークの主立った楽器はテナー・サクソフォーンと、2つの特殊なサクソフォーンである。即ち、一つはストリッチ（サックスに特徴的な上向きのベルがない、直立型のアルト・サックス）であり、もう一つはマンツェロ（巨大な上向きのベルの付いたソプラノ・サックス。サクセロの改良版）である。カークはこれらの楽器に自分で手を加え、同時に演奏できるように作り替えた。
カークで特徴的なのは、全部で3つの管楽器を首に巻きつけ、さらにフルートやホイッスルなどさまざまな楽器も携えて舞台上に登場し、手の届くところにゴングを置いたことである。カークはクラリネットやブルースハープ、イングリッシュホルン、リコーダーも演奏し、トランペット奏者としても有能だった。さらに、楽器ではない道具、たとえば目覚まし時計やサイレン、「黒い謎の管」ことゴムホースも利用している。スタジオ録音では、テープ操作されたミュジーク・コンクレートや、まだ一般化する前の原初的な電子音さえ用いている。
カークはフルート（fl、nose-fl、c-fl、african-fl）奏者としても名手だったが、独自に開発した演奏技巧を用いていた。その技巧の一つが、楽器を吹きながら同時に口ずさんだりハミングするというもの。また、普通のフルートを鼻笛として他の楽器と一緒に用いるという技巧も使った。
カークの舞台上での奇矯ないでたちや、複数楽器の同時操作を、とりわけカークが盲人であったことから判断して、単なるインチキと判断する向きもあったが、このような見方も、いざカークが演奏を始めると、消し飛ぶのが常だった。カークは複数の管楽器を操って正しい和音を鳴らしており、本質的に一人でサクソフォーンのアンサンブルを奏でていた。もっとも本人は、自分の頭の中で聞こえた響きをなぞろうとしているにすぎないと主張している。
カークは、循環呼吸（円環呼吸）の理解者にして実践家であった。この呼吸法を用いることによって、単音を自在に引き伸ばすことができるようになっただけでなく、十六分音符のフレーズを高速で、ほとんど際限なく吹き続けることが出来た。

## 影響
- ジェスロ・タルのイアン・アンダーソンは、ローランド・カークから大きな影響を受けている[8]。
- ジミ・ヘンドリクスは、ローランド・カークとの共演を切望していた。
- フランク・ザッパは影響を受けた人物リストにローランド・カークをあげ、実際に1969年にボストンでカークと共演している。
- エリック・バードンが結成したウォーのデビュー・アルバムには、カークへのトリビュート・ソング「ロール・オン・カーク」が収録されている。
- 管楽器奏者のバーバー兄弟は、それぞれカークにあやかって名付けられた。ちなみにローランド・バーバーはトロンボーン奏者でラーサーン・バーバーがサクソフォーン奏者である。
- ドラマーのラモーン・ロペスは、2002年にカークへのトリビュート・アルバム『デュエット・トゥ・ラーサン・ローランド・カーク（Duets 2 Rahsaan Roland Kirk）』において、9人の異なるプレイヤー（ジョエル・レアンドル、ティエリー・マディオ、ハリー・ベケット、マイート・ベッカス、ベニャート・アチアリーら）をゲストに招き、9組のデュエットにカークのオリジナル9曲を演奏してもらった。
- 大友良英は、Ground Zero時代のアルバム『プレイズ・スタンダード』において、「アイ・セイ・ア・リトル・プレイヤー」のカーク・バージョンをカバーした。
- ジェスロ・タルは1968年に「カッコウへのセレナード（Serenade to a Cuckoo）」をカバーした。
- ジェレミー・スタイグやテイス・ファン・レール、ジェスロ・タルのイアン・アンダーソンは、フルートを吹きながらハミングするカークの演奏技巧に影響を受けた。
- ヴァン・ダー・グラフ・ジェネレーターのデヴィッド・ジャクソンもカークの演奏様式や演奏技巧に感化され、少なくとも1969年から同時に複数のサクソフォーンを演奏するようになった[9]。
- ソロ・アーティストで1988年からベラ・フレック・アンド・ザ・フレックトーンズのメンバーでもあるジェフ・コフィンも、複数のサクソフォーンを同時に奏でる。
- イギリスの管楽器奏者ディック・ヘクストール＝スミスもカークに触発されて、複数のサクソフォーンを同時に演奏するようになった。
- チャーリー・ハンター、ウィル・バーナード、ジョン・スコット、スコット・アメンドラが結成したバンド、T.J.カークは、セロニアス・モンク、ジェームス・ブラウン、ローランド・カークの名前を組み合わせたバンド名を名乗り、この3人の楽曲をカバー録音している[10]。

## ディスコグラフィ

### リーダー・アルバム
- Triple Threat (1956年、キング) ※後に『サード・ディメンション』というタイトルで再発
- 『イントロデューシング・ローランド・カーク』 - Introducing Roland Kirk (1960年、アーゴ)
- 『カークズ・ワーク』 - Kirk's Work (1961年、プレスティッジ) ※with ジャック・マクダフ
- 『ウィ・フリー・キングス』 - We Free Kings (1961年、マーキュリー)
- 『ドミノ』 - Domino (1962年、マーキュリー)
- 『リーズ&ディーズ』 - Reeds & Deeds (1963年、マーキュリー)
- 『ローランド・カーク・カルテット・ミーツ・ザ・ベニー・ゴルソン・オーケストラ』 - The Roland Kirk Quartet Meets the Benny Golson Orchestra (1964年、マーキュリー)
- 『カーク・イン・コペンハーゲン』 - Kirk in Copenhagen (1964年、マーキュリー) ※ライブ
- 『ギフツ＆メッセージズ』 - Gifts & Messages (1964年、マーキュリー)
- 『スピリッツ』 - I Talk with the Spirits (1964年、ライムライト)
- 『リップ、リグ&パニック』 - Rip, Rig and Panic (1965年、ライムライト)
- 『スライトリー・ラテン』 - Slightly Latin (1965年、ライムライト) ※1965年録音
- 『ビューティフル・イーディス』 - Now Please Don't You Cry, Beautiful Edith (1967年、ヴァーヴ)
- 『ヒア・カムズ・ザ・ホイッスルマン』 - Here Comes the Whistleman (1967年、アトランティック) ※1965年録音
- 『溢れ出る涙』 - The Inflated Tear (1968年、アトランティック) ※1967年録音
- 『レフト&ライト』 - Left & Right (1969年、アトランティック) ※1968年録音
- 『ヴォランティアード・スレイヴリー』 - Volunteered Slavery (1969年、アトランティック) ※ライブ音源を含む
- 『ラサーン・ラサーン』 - Rahsaan Rahsaan (1970年、アトランティック) ※ライブ音源を含む
- 『ナチュラル・ブラック・インヴェンションズ:ルート・ストラタ』 - Natural Black Inventions: Root Strata (1971年、アトランティック)
- 『ブラックナス』 - Blacknuss (1972年、アトランティック) ※1971年録音
- 『ア・ミーティング・オブ・ザ・タイムス』 - A Meeting of the Times (1972年、アトランティック) ※with アル・ヒブラー
- 『プリペア・ザイセルフ・トゥ・ディール・ウィズ・ア・ミラクル』 - Prepare Thyself to Deal With a Miracle (1973年、アトランティック)
- 『ブライト・モーメンツ』 - Bright Moments (1974年、アトランティック) ※1973年ライブ録音
- 『過去・現在・未来そして夢』 - The Case of the 3 Sided Dream in Audio Color (1975年、アトランティック)
- 『アザー・フォークス・ミュージック』 - Other Folks' Music (1976年、アトランティック)
- 『天才ローランド・カークの復活』 - The Return of the 5000 Lb. Man (1976年、ワーナー)
- 『カーカトロン』 - Kirkatron (1977年、ワーナー) ※1975年録音
- 『ブギ・ウギ・ストリング・アロング・フォー・リアル』 - Boogie-Woogie String Along for Real (1978年、ワーナー) ※1977年録音

### サイドマンとして参加したセッション
チャールズ・ミンガス
- 『オー・ヤー』 - Oh Yeah (1961年録音・1962年発表、Atlantic)
- 『トゥナイト・アット・ヌーン』 - Tonight at Noon (1957年及び1961年録音・1964年発表、Atlantic)

カークは1961年録音の3曲に参加。
- 『ミンガス・アット・カーネギー・ホール』 - Mingus at Carnegie Hall (1974年、Atlantic)

ミンガスがかつてのセッション仲間を呼んで共演。カークのソロ・タイムが最も長く、ミンガスからの信頼の厚さをうかがわせる。一緒に参加したジョージ・アダムスのアドリブを、カークが真似して吹いている。
ロイ・ヘインズ
- 『アウト・オブ・ジ・アフタヌーン』 - Out of the Afternoon (1962年)

ヘインズはカークのリーダー・アルバム『ドミノ』、『レフト&ライト』、『アザー・フォークス・ミュージック』にも参加している。
クインシー・ジョーンズ
- 『ソウル・ボサ・ノヴァ』 - Big Band Bossa Nova (1962年)

1曲目の「ソウル・ボサ・ノヴァ」は、映画『オースティン・パワーズ』のテーマ曲に転用されたことでいっそう有名になった。特徴あるフルート・ソロをカークが担当した。
- 『ザ・ヒップ・ヒッツ』 - Plays the Hip Hits (1963年)
- 『ザ・ミュージック・オブ・ヘンリー・マンシーニ』 - Quincy Jones Explores the Music of Henry Mancini (1964年)

ジャッキー・バイアード
- 『ザ・ジャッキー・バイアード・エクスペリエンス』 - The Jaki Byard Experience (1968年)

バイアードはカークのリーダー・アルバム『リップ、リグ&パニック』、『ヒア・カムズ・ザ・ホイッスルマン』にも参加している。

## 註釈
1. 1 2  Kernfeld, Barry. "Kirk, Roland." The New Grove Dictionary of Jazz, 2nd ed. Ed. Barry Kernfeld. Grove Music Online. Oxford Music Online. Retrieved on 2009-02-01. 「生年は1936年とする説が広く流布しているが、出生証明書には1935年とあり、ローランドではなくロナルドと記入されている。」
2. ↑  Huey, Steve. “Oh Yeah - Charles Mingus”.   AllMusic. 2022年4月27日閲覧。
3. ↑  “Charles Mingus Discography”.   Jazz Discography Project. 2022年4月27日閲覧。
4. ↑  オースチン・パワーズ　2024-6-03閲覧
5. ↑  Provenza, Paul; Dan Dion (2010). Satiristas: Comedians, Contrarians, Raconteurs & Vulgarians. HarperCollins. p. s368. ISBN 978-0061859342
6. ↑  Himes, Geoffrey (2008年6月1日). “Rahsaan Roland Kirk: The Cult of Kirk”.   JazzTimes. 2017年9月10日閲覧。
7. ↑  Heckman, Don (1998年5月24日). “Kirk Holds Artistic 'Aces'”.  Los Angeles Times. 2022年4月27日閲覧。
8. ↑  “Rahsaan Roland Kirk: The Cult of Kirk”. jazztimes (2019年5月9日). 2018年6月15日閲覧。
9. ↑  Christopulos, J., and Smart, P.: "Van der Graaf Generator - The Book", page 55. Phil and Jim publishers, 2005. ISBN 0-9551337-0-X
10. ↑  “T.J. Kirk Biography, Songs, & Albums”. AllMusic. 2022年5月25日閲覧。